# Altengesäß
Altengesäß ist eine Wüstung in der Gemarkung Kressenbach in der Stadt Schlüchtern, im Main-Kinzig-Kreis in Hessen.

## Geografische Lage
Die genaue Lage der Wüstung ist unbekannt. Das ehemalige Dorf lag bei Kressenbach.

## Geschichte
Altengesäß war ein Lehen des Klosters Fulda. 1483 wurde Altengesäß als Wüstung bezeichnet. Damals überließ die Propstei Neuenberg des Klosters Fulda ihre Wüstung Altengesäß einem Philipp von Mörle. 1570 folgte die lehensrechtliche Leihe der Wüstung Altengesäß durch das Kloster Fulda an die von Mörle, 1613 an die von Hutten, 1633–1680 an die von Thüngen und 1682 an die von Mauchenheim.

## Historische Namensformen
- Elngeseß (1398)
- Alngeseß (1400)
- Aldinggesesse (1415)
- Eylngesesz (1483)
- Allengesess (1500)